# Shinnersoseris rostrata
Shinnersoseris rostrata là một loài thực vật có hoa trong họ Cúc. Loài này được (A.Gray) Tomb miêu tả khoa học đầu tiên năm 1973.